# Nazionale maschile di hockey su prato della Germania
La nazionale di hockey su prato della Germania è la squadra di hockey su prato rappresentativa della Germania ed è posta sotto la giurisdizione della Deutscher Hockey Bund.

## Partecipazioni

### Mondiali
- 1971 – 5º posto
- 1973 - 3º posto
- 1975 – 3º posto
- 1978 – 4º posto
- 1982 – 2º posto
- 1986 – 3º posto
- 1990 – 4º posto
- 1994 – 4º posto
- 1998 – 3º posto
- 2002 – Campione
- 2006 – Campione
- 2010 – 2º posto
- 2014 – 6º posto
- 2018 – 5º posto
- 2023 – Campione

### Olimpiadi
- 1908 – 5º posto
- 1920 – non partecipa
- 1928 – 3º posto
- 1932 – non partecipa
- 1936 – 2º posto
- 1948 – non partecipa
- 1952 – non partecipa
- 1956 – 3º posto
- 1960 – 7º posto
- 1964 – non partecipa
- 1968 – 4º posto
- 1972 – Campione
- 1976 – 5º posto
- 1980 – non partecipa
- 1984 – 2º posto
- 1988 – 2º posto
- 1992 – Campione
- 1996 – 4º posto
- 2000 – 5º posto
- 2004 – 3º posto
- 2008 – Campione
- 2012 – Campione
- 2016 – 3º posto
- 2020 – 4º posto
- 2024 – 2º posto

### Champions Trophy
- 1978 – non partecipa
- 1980 – 2º posto
- 1981 – 3º posto
- 1982 – 5º posto
- 1983 – 3º posto
- 1984 – non partecipa
- 1985 – 3º posto
- 1986 – Campione
- 1987 – Campione
- 1988 – Campione
- 1989 – 3º posto
- 1990 – 3º posto
- 1991 – Campione
- 1992 – Campione
- 1993 – 2º posto
- 1994 – 2º posto
- 1995 – Campione
- 1996 – 3º posto
- 1997 – Campione
- 1998 – 6º posto
- 1999 – non partecipa
- 2000 – 2º posto
- 2001 – Campione
- 2002 – 2º posto
- 2003 – 6º posto
- 2004 - 5º posto
- 2005 – 4º posto
- 2006 – 2º posto
- 2007 – Campione
- 2008 – 5º posto
- 2009 - 2º posto
- 2010 - 4º posto
- 2011 - 5º posto
- 2012 - 6º posto

### EuroHockey Nations Championship
- 1970 - Campione
- 1974 - 2º posto
- 1978 - Campione
- 1983 - 3º posto
- 1987 - 3º posto
- 1991 - Campione
- 1995 - Campione
- 1999 - Campione
- 2003 - Campione
- 2005 - 3º posto
- 2007 - 4º posto
- 2009 - 2º posto
- 2011 - Campione
- 2013 - Campione